# Hagby socken, Uppland
Hagby socken i Uppland ingick i Hagunda härad, uppgick 1967 i Uppsala stad och området ingår sedan 1971 i Uppsala kommun och motsvarar från 2016 Hagby distrikt.
Socknens areal är 24,04 kvadratkilometer varav 23,8 land. År 2000 fanns här 441 invånare.  Kyrkbyn Hagby by med sockenkyrkan Hagby kyrka ligger i socknen.  

## Administrativ historik
Hagby socken omtalas första gången 1202 'de Hagbi'. Den nuvarande sockenkyrkans äldsta delar är troligen uppförda omkring 1200.
Vid kommunreformen 1862 övergick socknens ansvar för de kyrkliga frågorna till Hagby församling och för de borgerliga frågorna till Hagby landskommun. Landskommunen uppgick 1952 i Södra Hagunda landskommun som 1967 uppgick i Uppsala stad som 1971 ombildades till Uppsala kommun.
1 januari 2016 inrättades distriktet Hagby, med samma omfattning som församlingen hade 1999/2000.  
Socknen har tillhört län, fögderier, tingslag och domsagor enligt vad som beskrivs i artikeln Hagunda härad. De indelta soldaterna tillhörde Upplands regemente, Hagunda kompani och Livregementets dragonkår, Uppsala skvadron.

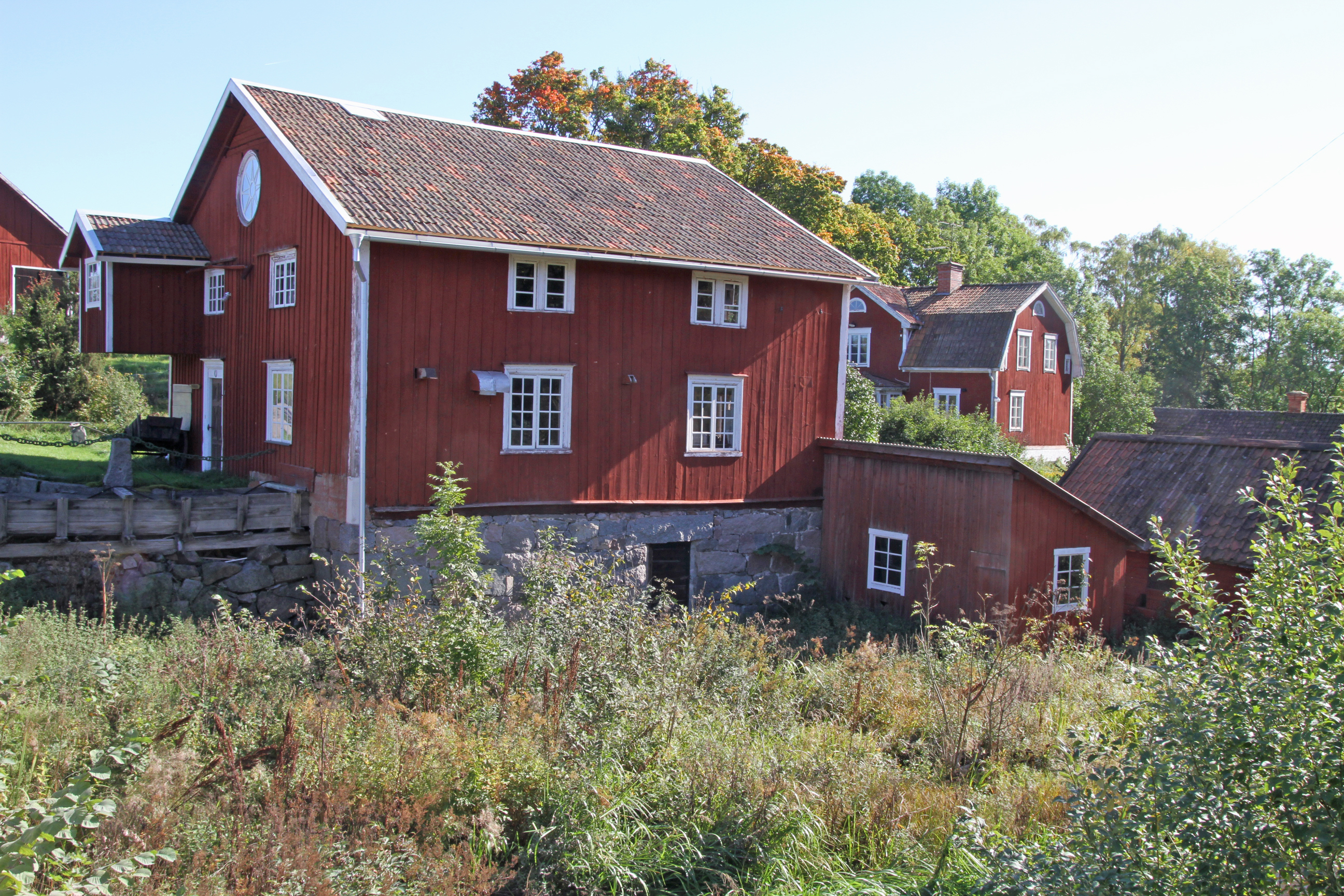
Focksta kvarn, byggnadsminne

## Geografi
Hagby socken ligger sydväst om Uppsala, kring Sävaån. Socknen har flack dalgångbygd utmed ån och skogsbygd i norr och väster.

## Fornlämningar
Från bronsåldern finns spridda skärvstenshögar, en del hällristningar och skålgropsförekomster. Från järnåldern finns 300 gravar på flera gravfält. Fyra runstenar har påträffats, en är Möjebrostenen, som nu finns på Statens historiska museum.

## Namnet
Namnet skrevs 1220 Hagbi och kommer från kyrkbyn. Efterleden är by, 'gård; by'. Förleden innehåller hagh, 'gärdesgård' eller haghi, 'gärdesgård, inhägnad'.